# Günter Riese (Pädagoge)
Günter Eberhard Riese (* 30. April 1903 in Rixdorf; † 15. Juli 1985 in Berlin) war ein Berliner
Pädagoge, Leiter verschiedener Einrichtungen der Jugendhilfe und erster Direktor des
größten Kinderheimes der DDR, des späteren Kinderheims A. S. Makarenko in der Berliner Königsheide.

## Leben
Günter Riese entstammte einer Lehrerfamilie und hatte drei Geschwister. Nach der „Mittleren Reife“ an der Kaiser-Wilhelm-Schule in Neukölln absolvierte er eine Lehre als Eisenwarenhändler.
In seiner Jugend entwickelte sich sein Interesse für politische Ereignisse und gesellschaftliche Vorgänge. Er war ein eifriger Anhänger der Wandervogelbewegung und Mitglied des Sportvereins Fichte. Die Liebe zur Arbeit mit Kindern bildete sich schon sehr früh bei ihm aus. Mit zwei Freunden – Willi Karsch und Harald Poelchau – führte er Handpuppenspiele vor. Dafür fertigten sie die Puppen selbst an. Auch die Stücke entstanden in eigener Arbeit.
Von 1926 bis 1929 absolvierte er ein Studium an der Hochschule für Politik in Berlin, welches von der SPD organisiert war, um anschließend die staatliche Anerkennung als Familien- und Jugendfürsorger zu bekommen. Während des Studiums wurde er auch Mitglied der SPD. Danach arbeitete er im Rathaus von Neukölln und übernahm die Ausbildung erwerbsloser Jugendlicher. Anschließend wechselte er zu einer Arbeitsstelle ins Rathaus Treptow als Gefangenenfürsorger.
In der zweiten Hälfte der 1920er Jahre war die Schwäche der Weimarer Republik immer deutlicher geworden. Der Inflation folgte große Arbeitslosigkeit. Innerhalb der Bevölkerung war die Unzufriedenheit immer größer geworden. Die Arbeiterklasse war gespalten und nicht in der Lage, die Machtergreifung der Faschisten zu verhindern. Günter Riese gehörte als Mitglied der SPD zu ihren standhaften Kämpfern. Sein Freund Harald Poelchau war inzwischen Pfarrer. Oft genug bot er, später auch Pfarrer vom Zuchthaus Plötzensee, unter Einsatz seines Lebens Hilfe für den Widerstand an. Beide – den Sozialdemokraten und den Christen – verband die Liebe zum Menschen und der Hass gegen den Faschismus.
Die Freundschaft mit Adolf Reichwein, einem Professor an der Pädagogischen Akademie in Halle, formte und beeinflusste Günter Riese ebenso. Adolf Reichwein wurde 1944 hingerichtet.

### Zeit des Nationalsozialismus
Im Jahre 1933 ereilte Günter Riese wie viele andere Genossen auch das Berufsverbot. 1934 war er Mitglied des Reichsverbandes Deutscher Schriftsteller e.V.; der Präsident der Reichsschrifttumskammer entließ ihn aus dieser Funktion im August 1938 aufgrund einer amtlichen Bekanntmachung. Von 1933 bis 1937 war er arbeitslos und erhielt pro Woche 16,30 M, wovon er seine Familie ernähren musste. Er schlug sich mit Gelegenheitsarbeiten durch und erhielt eine Arbeit bei der Mitropa.
1942 wurde er zur Wehrmacht eingezogen. Er wurde in Tunis als Sanitäter eingesetzt. Später gelangte er in englische, amerikanische und französische Kriegsgefangenschaft. Aufgrund der Genfer Konvention wurde er 1944 gegen sich in deutscher Gefangenschaft befindliche Alliierte ausgetauscht und landete als Sanitäter in einem Armeestützpunkt in Guben. Der Stabsarzt, mit dem er dort gut zusammenarbeitete, sorgte mit seinem Einsatz nach einem misslungenen Fluchtversuch von Günter Riese dafür, dass er überlebte. Es verschlug ihn nach Havelberg, das von amerikanischen Truppen besetzt wurde. Günter
Riese kam so das zweite Mal in amerikanische Gefangenschaft. Mit Hilfe eines gefälschten Entlassungsscheines gelang ihm jedoch nun die Flucht nach Hause.

### Nachkriegszeit
Nach dem Ende des Zweiten Weltkrieges im Jahr 1945 meldete sich Günter Riese wieder im Rathaus Treptow und wurde zunächst als Fürsorger für die die Stadtteile Niederschöneweide und Johannisthal eingesetzt und mit der Durchführung der Aktion „Rettet die Kinder“ betraut. Im Folgejahr übernahm er ein Heim für straffällig gewordene Jugendliche. Diese Intuition erhielt den Namen „Jugendhof“. Durch die US-Militärbehörde wurde ein 4 Hektar großes
Gelände mit den darauf befindlichen Baracken zur Verfügung gestellt. Es befand sich in Berlin-Lichterfelde und hatte während des Kriegs als Konzentrationslager der SS gedient. Günter Riese stützte sich bei vielen Problemen auf Makarenko und hatte viele seiner Schriften studiert, wie zum Beispiel Der Weg ins Leben. Vieles hatte er von Makarenko gelernt und setzte nun dieses Wissen in seiner Tätigkeit als Pädagoge im Jugendhof ein.
1948 wurde er aus dem Jugendhof entlassen. Er hatte sich an einer Demonstration für die Einheit Deutschlands beteiligt und wurde deswegen angeklagt und verlor seinen
Arbeitsplatz. Im gleichen Jahr bewarb er sich in Berlin um eine Stelle in einer Erziehungseinrichtung und wurde nach Tornow in der Nähe von Buckow geschickt. Er übernahm dieses Heim und leitete es bis 1951. Im Anschluss war er involviert in die Vorbereitung zum Aufbau des Kinderheimes in der Königsheide, des mit 600 Plätzen größten in der DDR. 1953 übernahm er die Leitung dieser Vorzeigeeinrichtung. Diese Tätigkeit entwickelte sich zu seiner wichtigsten
Lebensaufgabe. Seine Ehefrau Johanna baute die Bibliothek im Kinderheim auf und leitete diese.
Anlässlich seines 119. Geburtstages wurde ihm auf dem Gelände des ehemaligen Kinderheimes A. S. Makarenko eine Parkbank gewidmet, und es erschien ein Buch über sein Leben und Wirken.

## Auszeichnungen
- 1952: Verdienter Lehrer des Volkes[5]
- 1961: Studienrat
- 1974: Dr.-Theodor-Neubauer-Medaille (Bronze)